# Статична ізотропна метрика
Статична ізотропна метрика — це метрика що визначає статичне ізотропне гравітаційне поле.
Під словами статичне та ізотропне розуміється наступне: завжди можна знайти набір кoординат близький до кoординат Мінковського {\displaystyle x^{1},x^{2},x^{3},x^{0}=t}, такий що інварінтний власний час {\displaystyle d\tau ^{2}=-g_{\mu \nu }dx^{\mu }dx^{\nu }} не залежить від {\displaystyle t} а залежить від {\displaystyle \mathbf {x} ,\mathbf {dx} } і тільки через інваріанти групи поворотів: {\displaystyle \mathbf {x^{2}} ,\mathbf {x} \cdot \mathbf {dx} ,\mathbf {dx^{2}} }.  Найзагальніший вигляд запису інтервалу:

{\displaystyle d\tau ^{2}=F(r)dt^{2}-2E(r)dt\mathbf {x} \cdot \mathbf {dx} -D(r)(\mathbf {x} \cdot \mathbf {dx} )^{2}-C(r)\mathbf {dx^{2}} }
,

де {\displaystyle F,E,C,D} - невідомі функції величини {\displaystyle r\equiv (\mathbf {x} \cdot \mathbf {x} )^{1/2}}

## Зведення до стандартного вигляду
Вигідно замінити {\displaystyle \mathbf {x} } сферичними полярними кoординатами {\displaystyle r,\theta ,\phi }:

{\displaystyle x^{1}=r\sin \theta \cos \varphi \,;}
{\displaystyle x^{2}=r\sin \theta \sin \varphi \,;}
{\displaystyle x^{3}=r\cos \varphi \,.}
Інтервал в такому разі прийме вигляд:

{\displaystyle d\tau ^{2}=F(r)dt^{2}-2rE(r)dtdr-r^{2}D(r)dr^{2}-C(r)(dr^{2}+r^{2}d\theta ^{2}+r^{2}\sin ^{2}\theta d\varphi ^{2})\,},
Ми можемо встановити наш годинник згідно з визначенням нової часової кoординати 

{\displaystyle t'\equiv t+\Phi (r)\,}
де {\displaystyle \Phi (r)} - довільна функція від {\displaystyle r}. Це дозволяє виключити недіагональний елемент {\displaystyle g_{tr}},
поклавши 

{\displaystyle {\frac {d\Phi }{dr}}=-{\frac {rE(r)}{F(r)}}}
Тоді інтервал виражається так: 

{\displaystyle d\tau ^{2}=F(r)dt'^{2}-r^{2}G(r)dr^{2}-C(r)(dr^{2}+r^{2}d\theta ^{2}+r^{2}\sin ^{2}\theta d\varphi ^{2})\,}
{\displaystyle G(r)\equiv r^{2}\left(D(r)+{\frac {E^{2}(r)}{F(r)}}\right)}
Ми також можемо перевизначити радіус {\displaystyle r} і тим самим накласти ще одну умову на функції {\displaystyle F,G,C}, наприклад таким чином {\displaystyle r'\equiv r^{2}C(r)}. Тоді ми отримаємо так звану стандартну форму для статичної ізотропної метрики:
{\displaystyle d\tau ^{2}=B(r')dt'^{2}-A(r')dr'^{2}-r'^{2}(d\theta ^{2}+\sin ^{2}\theta d\varphi ^{2})\,}
де 

{\displaystyle B(r)\equiv F(r')}
{\displaystyle A(r)\equiv (1+{\frac {G(r)}{C(r)}})\left(1+{\frac {r}{2C(r)}}{\frac {dC(r)}{dr}}\right)^{-2}}
Після останнього перетворення метричний тензор має такі ненульові компоненти:
{\displaystyle g_{rr}=A(r)}
{\displaystyle g_{\theta \theta }=r^{2}}
{\displaystyle g_{\phi \phi }=r^{2}sin^{2}\theta }
{\displaystyle g_{tt}=-B(r)}
Де функції {\displaystyle A(r)} і {\displaystyle B(r)} повинні бути визначенні шляхом розв'язування рівнянь поля. Так як {\displaystyle g_{\mu \nu }} — діагональний тензор, легко написати ненульові компоненти тензора, оберненого до нього:

{\displaystyle g^{rr}=A^{-1}(r)}
{\displaystyle g^{\theta \theta }=r^{-2}}
{\displaystyle g^{\phi \phi }=r^{-2}sin^{-2}\theta }
{\displaystyle g^{tt}=-B^{-1}(r)}

## Символи Крістофелятатензор Річі
Афінна зв'язність може бути обчислена за звичайною формулою:
{\displaystyle \Gamma _{ij}^{s}={1 \over 2}\,g^{sk}\left(\partial _{i}g_{jk}+\partial _{j}g_{ki}-\partial _{k}g_{ij}\right)}
Її ненульові компоненти виявляються рівними:
{\displaystyle \Gamma _{rr}^{r}={\frac {1}{2A(r)}}{\frac {dA(r)}{dx}}},
{\displaystyle \Gamma _{\phi \phi }^{r}=-{\frac {rsin^{2}\theta }{A(r)}}},
{\displaystyle \Gamma _{r\theta }^{\theta }=\Gamma _{\theta r}^{\theta }={\frac {1}{r}}},
{\displaystyle \Gamma _{r\phi }^{\phi }=\Gamma _{\phi r}^{\phi }={\frac {1}{r}}},
{\displaystyle \Gamma _{\theta \theta }^{r}=-{\frac {r}{A(r)}}},
{\displaystyle \Gamma _{tt}^{r}={\frac {1}{2A(r)}}{\frac {dB(r)}{dx}}},
{\displaystyle \Gamma _{\phi \phi }^{\theta }=-sin\theta cos\theta },
{\displaystyle \Gamma _{\theta \phi }^{\phi }=\Gamma _{\phi \theta }^{\phi }=ctg\theta },
{\displaystyle \Gamma _{tr}^{t}=\Gamma _{rt}^{t}={\frac {1}{2B(r)}}{\frac {dB(r)}{dx}}},
Обчислимо також тензор Річчі. Він задається формулою
{\displaystyle R_{\sigma \nu }={R^{\rho }}_{\sigma \rho \nu }={\partial _{\rho }\Gamma _{\nu \sigma }^{\rho }}-\partial _{\nu }\Gamma _{\rho \sigma }^{\rho }+\Gamma _{\rho \lambda }^{\rho }\Gamma _{\nu \sigma }^{\lambda }-\Gamma _{\nu \lambda }^{\rho }\Gamma _{\rho \sigma }^{\lambda }.}
Підставляючи раніше отримані компоненти афінної звізності отримаємо:
{\displaystyle R_{rr}={\frac {B''(r)}{2B(r)}}-{\frac {1}{4}}{\frac {B'(r)}{B(r)}}\left({\frac {A'(r)}{A(r)}}+{\frac {B'(r)}{B(r)}}\right)-{\frac {1}{r}}{\frac {A'(r)}{A(r)}}},
{\displaystyle R_{\theta \theta }=-1+{\frac {r}{2A(r)}}\left(-{\frac {A'(r)}{A(r)}}+{\frac {B'(r)}{B(r)}}\right)+{\frac {1}{A(r)}}},
{\displaystyle R_{\phi \phi }=sin^{2}\theta R_{\theta \theta }},
{\displaystyle R_{tt}={\frac {B''(r)}{2A(r)}}-{\frac {1}{4}}{\frac {B'(r)}{A(r)}}\left({\frac {A'(r)}{A(r)}}+{\frac {B'(r)}{B(r)}}\right)-{\frac {1}{r}}{\frac {B'(r)}{A(r)}}},
(Штрих тепер означає диференціювання по {\displaystyle r} ). Висновок про те що {\displaystyle R_{\theta r},R_{\theta \phi },R_{\phi r},R_{\phi t},R_{\theta t}} щезають і про те що {\displaystyle R_{\phi \phi }=sin^{2}R_{\theta \theta }} є наслідком інварінтності метрики відностно поворотів. Рівність нулю {\displaystyle R_{tr}} пов'язано з тим що ми встановили наш годинник так що метрика виявилась інваріантина відносно обернення часу {\displaystyle t\leftrightarrow -t}.
Частковим випадком статичної ізотропної метрики є Метрика Шварцшильда, на випадок порожнього(нічим не заповненого) простору часу.